# Eudonia microphthalma
Eudonia microphthalma là một loài bướm đêm trong họ Crambidae.